# George Paul Miller

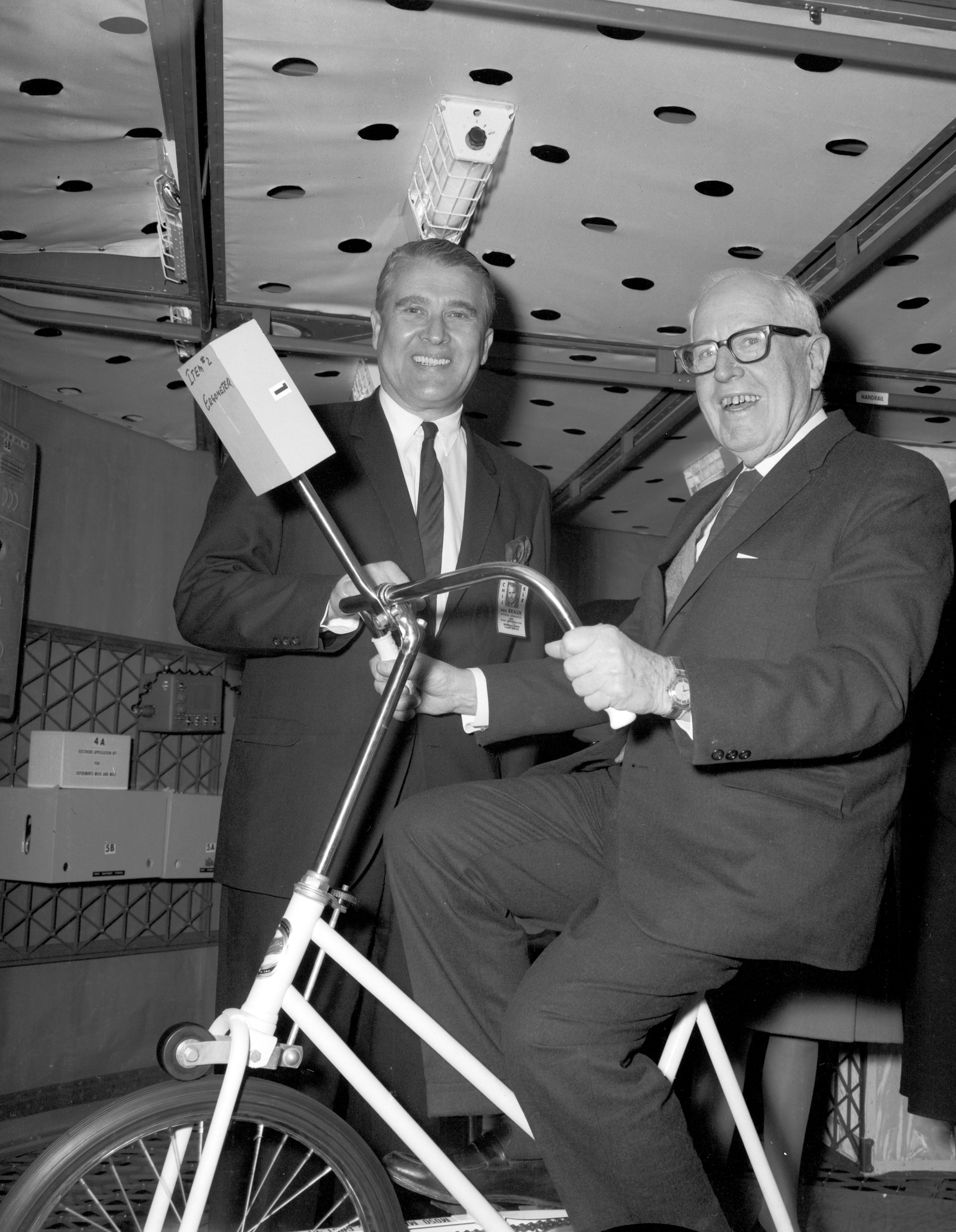
George Paul Miller (rechts) mit Wernher von Braun

George Paul Miller (* 15. Januar 1891 in San Francisco, Kalifornien; † 29. Dezember 1982 in Alameda, Kalifornien) war ein US-amerikanischer Politiker. Zwischen 1945 und 1973 vertrat er den Bundesstaat Kalifornien im US-Repräsentantenhaus.

## Werdegang
George Miller besuchte sowohl öffentliche als auch private Schulen. Im Jahr 1912 absolvierte er das Saint Mary’s College of California. Von 1912 bis 1917 arbeitete er als Bauingenieur. Während des Ersten Weltkrieges diente er von 1917 bis 1919 als Leutnant bei der Feldartillerie der US Army. Von 1921 bis 1925 gehörte er dem Stab des Veterans’ Bureau an. Ansonsten arbeitete er wieder als Bauingenieur. Außerdem war er in San Francisco Miteigentümer eines Reisebüros. Gleichzeitig begann er als Mitglied der Demokratischen Partei eine politische Laufbahn. Von 1937 bis 1941 war er Abgeordneter in der California State Assembly. Danach fungierte er von 1942 bis 1944 als Staatssekretär beim kalifornischen Ministerium für Fischerei und Forst.
Bei den Kongresswahlen des Jahres 1944 wurde Miller im sechsten Wahlbezirk von Kalifornien in das US-Repräsentantenhaus in Washington, D.C. gewählt, wo er am 3. Januar 1945 die Nachfolge von Albert E. Carter antrat. Nach 13 Wiederwahlen konnte er bis zum 3. Januar 1973 insgesamt 14 Legislaturperioden im Kongress absolvieren. Seit 1953 vertrat er dort als Nachfolger von Jack Z. Anderson den achten Distrikt seines Staates. In seine Zeit im Kongress fielen das Ende des Zweiten Weltkriegs, der Beginn des Kalten Krieges, der Koreakrieg, der Vietnamkrieg und innenpolitisch die Bürgerrechtsbewegung. Von 1961 bis 1973 war Miller Vorsitzender des Ausschusses für Wissenschaft und Raumfahrt. In diese Zeit fiel im Jahr 1969 die erste bemannte Mondlandung.
1972 wurde George Miller von seiner Partei nicht mehr zur Wiederwahl nominiert. Nach dem Ende seiner Zeit im US-Repräsentantenhaus zog er sich aus der Politik zurück. Er starb am 29. Dezember 1982 in Alameda, wo er seinen Lebensabend verbracht hatte.
Nach ihm sind die Kliffs Miller Bluffs in der Antarktis benannt.